# Bermudo III di León
Bermudo III (Beremud in catalano; Veremudo in galiziano; 1017 circa – Tamarón, 4 settembre 1037) fu re di León e Castiglia dal 1028 al 1037.

## Origine
Bermudo, sia secondo la Historia genealógica y heráldica de la monarquía española, Volume 1, che secondo la Historia De Los Hechos De España di Rodrigo Jimenez De Rada era figlio del re di León e Castiglia Alfonso V e di Elvira Menéndez de Melanda, figlia del Conte di Portucale, il galiziano Menendo González e di sua moglie, Tutadona Moniz de Coimbra (dona Mayor).

Alfonso V, sia secondo la Historia genealógica y heráldica de la monarquía española, Volume 1, che secondo la Historia De Los Hechos De España di Rodrigo Jimenez De Rada era figlio del re di León Bermudo II e di Elvira Garcés di Castiglia, figlia del conte de Castiglia García Fernández e come riporta il documento n° II del Cartulario del infantado de Covarrubias della moglie, Ava di Ribagorza (domno Garsea comite sive domna Ava cometissa et filiis adque filiabus vestris), figlia, secondo il codice di Roda del Conte di Ribagorza Raimondo II e di Garsenda di Fézensac .

## Biografia

### Giovinezza
Nel 1019 Bermudo compare come firmatario nel documento n° LXXXVI della Apéndice del Tomo II de la Historia de la Santa A. M. Iglesia de Santiago de Compostela.
Suo padre, Alfonso V, nel 1027, per porre fine a dieci anni di tensioni e battaglie tra il regno di León e la contea di Castiglia, per le terre tra i fiumi, Cea e Pisuerga, aveva trovato un accordo con il conte di Castiglia, Garcia Sanchez, e il suo tutore, il re di Navarra Sancho III il Grande, programmando il matrimonio tra il conte di Castiglia, García Sánchez, e sua figlia e sorella di Bermudo, Sancha, come riporta Rafael Altamira.

Suo padre, Alfonso V, morì il 4 luglio 1028, come riporta il documento n° XCII, datato 1055, della Apéndice del Tomo II de la Historia de la Santa A. M. Iglesia de Santiago de Compostela, ucciso da una freccia scagliata dai difensori musulmani della città Viseu, nell'odierno Portogallo, mentre la stava assediando, dopo aver regnato 29 anni, come riporta il Chronicon Compostellani.
Nel 1028, alla morte del padre, ereditò il regno di León e Castiglia, all'età di circa undici anni (nel gennaio del 1036, secondo la Historia del Real Monasterio de Sahagún aveva 18 anni), per cui fu affiancato dalla sua matrigna, Urraca Garcés di Navarra, figlia del re di Navarra, García Sánchez II il Tremolante, come reggente.
Nel documento n° XC della Apéndice del Tomo II de la Historia de la Santa A. M. Iglesia de Santiago de Compostela, del novembre 1028, Bermudo si cita come re.
Bermudo, prima della morte del padre, si era sposato, in prime nozze, con Urraca, una nobile di cui non si conoscono gli ascendenti, come risulta dal documento, datato 1028, della Apéndice de la España Sagrada: Volume 19, in cui Bermudo si cita come principe.

Nel 1029 però, quando il conte di Castiglia García si recò a Leon per il matrimonio, fu ucciso all'uscita dal palazzo reale di León, dove si era recato per conoscere la sua promessa sposa, l'infanta Sancha, e si sospettò che i mandanti fossero i figli dei nobili castigliani che, da tempo, erano stati esiliati con le famiglie in quella città.

Sia Bermudo, attraverso la reggente Urraca, che il fratello di quest'ultima, il re di Navarra Sancho reclamarono allora diritti dinastici sulla Castiglia: Bermudo, in quanto re di Castiglia, riteneva di dovere rientrare in possesso della contea, per il fatto che il conte, García Sánchez, era morto senza eredi; mentre Sancho III Garcés avanzava le sue pretese per via del suo matrimonio con la principessa di Castiglia, Munia.

Sancho, anche per l'appoggio dei castigliani, ebbe la meglio e la contea passò de jure a Munia, la moglie del re di Navarra Sancho il Grande, che ne prese possesso assieme alla moglie fino al 1032, facendola governare dal figlio Ferdinando, come riporta la Historia silense.
Si riaprì allora la contesa per le terre tra i fiumi, Cea e Pisuerga, tra il León e la Castiglia sorretta dalla Navarra, che durò diversi mesi con la perdita da parte del León delle terre nella regione di Palencia, sino che a fu siglata la pace, con un nuovo contratto di matrimonio tra Sancha, sorella di Bermudo e Ferdinando, figlio di Sancho e di Munia, come riporta la Historia silense.
Verso il 1032 Bermudo si era sposato, in seconde nozze, con Elvira, una nobile di cui non si conoscono gli ascendenti, come risulta dal documento, datato 1032, della Apéndice de la España Sagrada: Volume 19, in cui Bermudo si cita come re.

### Matrimonio rappacificatore
Il matrimonio tra Sancha e Ferdinando avvenne nel 1032; 
ma la pace fu di breve durata e l'anno seguente la guerra era già ripresa e dopo la conquista di Zamora, Sancho nel 1034 occupò Astorga e la stessa León, capitale del regno, costringendo Bermudo a rifugiarsi in Galizia. Sancho III governò quindi anche il regno di León, per grazia di Dio.

Quindi Sancho aveva riunito la quasi totalità della cristianità in un unico stato che si estendeva, a nord del fiume Duero, dalla Galizia alla contea di Barcellona e comprendeva: il regno di Navarra, la contea di Aragona, le contee di Sobrarbe e Ribagorza, la contea di Castiglia e il regno di León.

Dal 1034 Sancho si fece chiamare Imperator Totus Hispaniae, come riporta La web de las biografias e con questo titolo batté moneta.
Sempre in quell'anno Bermudo si rappacificò con Sancho, sposandosi, per la terza volta, con Jimena Sánchez di Navarra, figlia dello stesso Imperator Totus Hispaniae, come conferma il documento n° LXXIX della Apéndice del Tomo II de la Historia de la Santa A. M. Iglesia de Santiago de Compostela (Scemena Regina, Urraca regina, Veremudus rex).

Alcuni storici sostengono che Bermudo III ebbe un'unica moglie: Jimena Sánchez di Navarra, come sostiene Jaime de Salazar Acha e Memorias de las reynas catholicas.

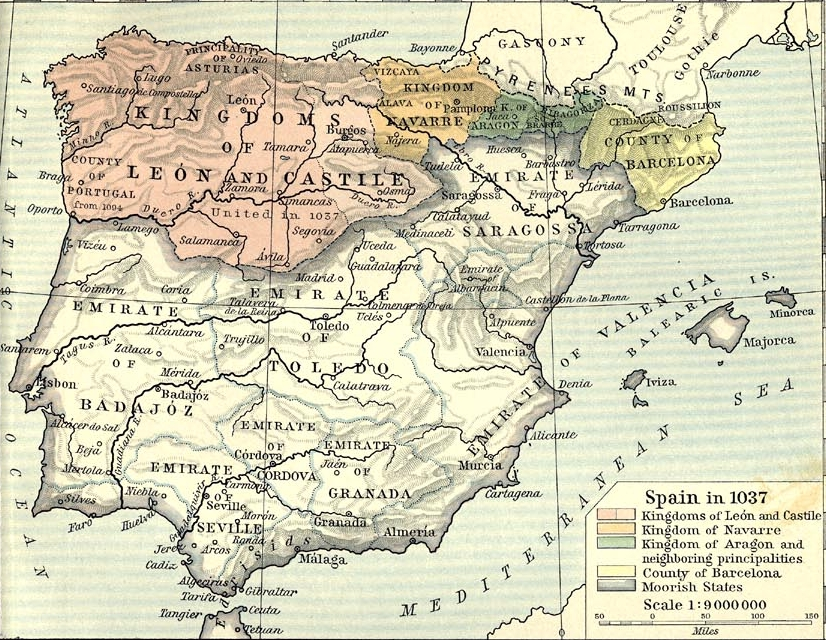
La penisola iberica, nel 1037, alla morte di Bermudo III.

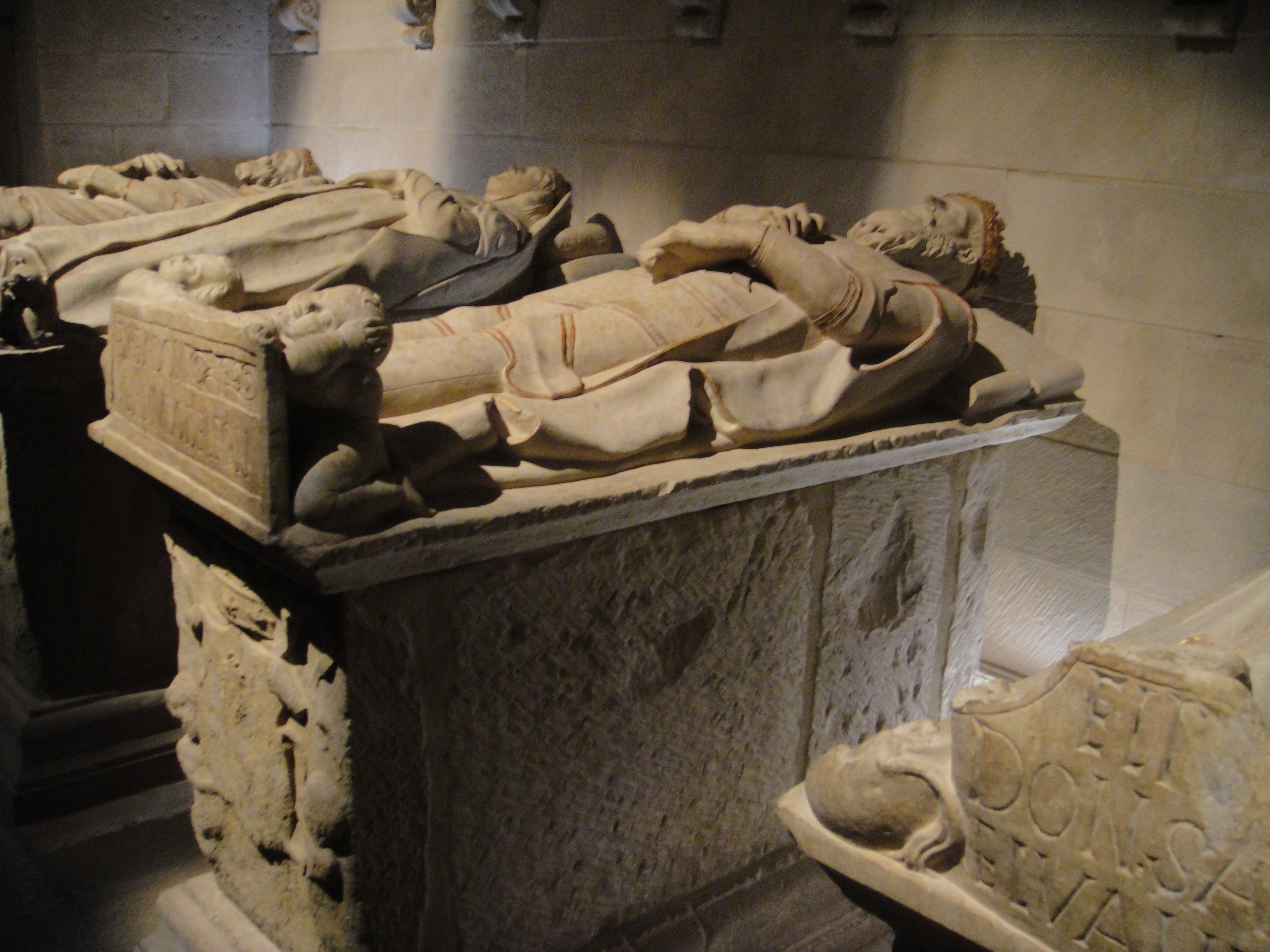
La tomba di Bermudo III, nel Monastero di Santa María la Real di Nájera

### Guerra contro la Castiglia e morte
Solo dopo la morte di Sancho III, avvenuta nel 1035, Bermudo poté recuperare i suoi territori, ma si dovette scontrare con il cognato, il conte Ferdinando I di Castiglia, fratello di sua moglie Jimena e marito di sua sorella Sancha I, che reclamava la successione sul León e nel 1037 Ferdinando invase il Leon; Bermudo morì in questo stesso anno, (1037), nella battaglia di Tamarón, dove le truppe di Ferdinando ebbero la meglio su quelle di Bermudo, come riporta la Historia silense; morì nel 1037, come riporta il documento n° XCII, datato 1055, della Apéndice del Tomo II de la Historia de la Santa A. M. Iglesia de Santiago de Compostela, dopo aver regnato 9 anni, come riporta il Chronicon Compostellani.

Así murió Bermudo III, el último rey asturleonés riporta che una lancia nemica penetrò nel suo occhio destro, perché la sua celata non era ben posizionata.
Non avendo discendenti diretti, dopo la sua morte la corona di León passo a sua sorella Sancha I, già contessa consorte di Castiglia, la quale associò al trono il marito Ferdinando.

Bermudo fu tumulato nella sua capitale, León, nella Basilica di San Isidoro.

## Discendenza
Bermudo ebbe un solo figlio, molto probabilmente da Jimena:
- Alfonso di León, nato e morto in fasce[23].

## Ascendenza
|                            |                  |                      | Genitori                  |  |  | Nonni |  |  | Bisnonni   |  |  | Trisnonni         |  |
|                            |                  |                      |                           |  |  |       |  |  | Ordoño III |  |  | Ramiro II di León |  |
|                            |                  |                      |                           |  |  |       |  |  | Ordoño III |  |  | Ramiro II di León |  |
|                            |                  | Adosinda Gutiérrez   |                           |  |  |       |  |  | Ordoño III |  |  |                   |  |
| Bermudo II di León         |                  |                      |                           |  |  |       |  |  | Ordoño III |  |  |                   |  |
|                            |                  | Aragonta Pelaez      | Pelayo Gonzalez           |  |  |       |  |  |            |  |  |                   |  |
|                            |                  | Aragonta Pelaez      | Pelayo Gonzalez           |  |  |       |  |  |            |  |  |                   |  |
|                            |                  | Aragonta Pelaez      | Ermesinda Gutiérrez       |  |  |       |  |  |            |  |  |                   |  |
| Alfonso V di León          |                  | Aragonta Pelaez      |                           |  |  |       |  |  |            |  |  |                   |  |
|                            |                  | García Fernández     | Ferdinando Gonzales       |  |  |       |  |  |            |  |  |                   |  |
|                            |                  | García Fernández     | Ferdinando Gonzales       |  |  |       |  |  |            |  |  |                   |  |
|                            |                  | García Fernández     | Sancha Sánchez di Navarra |  |  |       |  |  |            |  |  |                   |  |
| Elvira Garcés di Castiglia |                  | García Fernández     |                           |  |  |       |  |  |            |  |  |                   |  |
|                            |                  | Ava di Ribagorza     | Raimondo II di Ribagorza  |  |  |       |  |  |            |  |  |                   |  |
|                            |                  | Ava di Ribagorza     | Raimondo II di Ribagorza  |  |  |       |  |  |            |  |  |                   |  |
|                            |                  | Ava di Ribagorza     | Garsenda di Fezensac      |  |  |       |  |  |            |  |  |                   |  |
| Bermudo III di León        |                  | Ava di Ribagorza     |                           |  |  |       |  |  |            |  |  |                   |  |
|                            | Gonzalo Menéndez | Ermenegildo González |                           |  |  |       |  |  |            |  |  |                   |  |
|                            | Gonzalo Menéndez | Ermenegildo González |                           |  |  |       |  |  |            |  |  |                   |  |
|                            | Gonzalo Menéndez | Muniadona Díaz       |                           |  |  |       |  |  |            |  |  |                   |  |
| Menendo González           | Gonzalo Menéndez |                      |                           |  |  |       |  |  |            |  |  |                   |  |
|                            |                  | Ilduara Peláez       | …                         |  |  |       |  |  |            |  |  |                   |  |
|                            |                  | Ilduara Peláez       | …                         |  |  |       |  |  |            |  |  |                   |  |
|                            |                  | Ilduara Peláez       | …                         |  |  |       |  |  |            |  |  |                   |  |
| Elvira Menéndez de Melanda |                  | Ilduara Peláez       |                           |  |  |       |  |  |            |  |  |                   |  |
|                            |                  | …                    | …                         |  |  |       |  |  |            |  |  |                   |  |
|                            |                  | …                    | …                         |  |  |       |  |  |            |  |  |                   |  |
|                            |                  | …                    | …                         |  |  |       |  |  |            |  |  |                   |  |
| Toda Domna                 |                  | …                    |                           |  |  |       |  |  |            |  |  |                   |  |
|                            |                  | …                    | …                         |  |  |       |  |  |            |  |  |                   |  |
|                            |                  | …                    | …                         |  |  |       |  |  |            |  |  |                   |  |
|                            |                  | …                    | …                         |  |  |       |  |  |            |  |  |                   |  |
|                            |                  | …                    |                           |  |  |       |  |  |            |  |  |                   |  |

### Fonti primarie
- (LA)  Textos navarros del Códice de Roda Archiviato il 31 gennaio 2021 in Internet Archive..
- (LA) #ES Historia silense).
- (LA)  [(LA)  #ES Apéndice de la España Sagrada: Volume 19.
- (LA)  Cartulario del infantado de Covarrubias.
- (LA)  España sagrada. Volumen 23
- (LA)  #ES Historia del Real Monasterio de Sahagún
- (LA)  (ES)  #ES Historia de la Santa A. M. Iglesia de Santiago de Compostela, Tomo II.

### Letteratura storiografica
- Rafael Altamira, Il califfato occidentale, in «Storia del mondo medievale», vol. II, 1999, pp.477–515
- Rafael Altamira, La Spagna (1031-1248), in «Storia del mondo medievale», vol. V, 1999, pp.865–896
- (ES)  #ES Historia genealógica y heráldica de la monarquía española, Volume 1
- (ES)  Historia De Los Hechos De Españara
- (ES)  #ES UNA HIJA DESCONOCIDA DE SANCHO EL MAYOR REINA DE LEON
- (ES)  #ES Memorias de las reynas catholicas.
- (ES)  #ES Así murió Bermudo III, el último rey asturleonés